# 玉村健次
玉村 健次（たまむら けんじ、1961年1月16日 - ）は、大阪府出身の元ハンドボール選手、指導者。1988年ソウルオリンピックハンドボール全日本男子代表。

## 来歴
大阪商業高校（現大商学園高等学校）、大阪体育大学出身。大学在籍中の1980年に全日本ジュニアに選ばれている。
卒業後、奈良県教員を経て湧永製薬に入社。同社ハンドボール部（ワクナガレオリック）に所属。2009年現在、日本リーグ通算得点第12位、2008年まで湧永における歴代最多得点者でもあった。また、日本リーグにおける1試合内個人最多得点記録（22点）を持っている。
全日本では1988年ソウル五輪代表同大会で得点ランキング３位となる。1990年チェコスロバキアで行われた世界選手権代表に選ばれている。
その後はドイツ・ブンデスリーガ シュッターバルドでプレー、2部にいたチームを優勝に導き1部に昇格させる活躍をする。
また、引退後は指導者としても活躍。ジュニアアジア選手権大会コーチを務めた後、1999年から日本オリンピック委員会スポーツ指導者海外研修員として、スウェーデン・ヨーテボリへ留学している。2000年から日本ハンドボール協会入りしU-19日本代表とU-21日本代表監督を歴任した。
2011年から古巣湧永監督を務める。
2012年12月大阪で開催された全日本総合ハンドボール選手権では湧永製薬に
8年振りの優勝をもたらせた。
2023年日本リーグ参入を目指すクラブチーム堺リエゾン大阪の監督に就任する。